# Medford Lakes
Medford Lakes is een plaats (borough) in de Amerikaanse staat New Jersey, en valt bestuurlijk gezien onder Burlington County.

## Demografie
Bij de volkstelling in 2000 werd het aantal inwoners vastgesteld op 4173.
In 2006 is het aantal inwoners door het United States Census Bureau geschat op 4161, een daling van 12 (-0.3%).

## Geografie
Volgens het United States Census Bureau beslaat de plaats een oppervlakte van
3,4 km², waarvan 3,1 km² land en 0,3 km² water. Medford Lakes ligt op ongeveer 13 m boven zeeniveau.

## Plaatsen in de nabije omgeving
De onderstaande figuur toont nabijgelegen plaatsen in een straal van 16 km rond Medford Lakes.